# 格雷厄姆·C·沃克
格雷厄姆·C·沃克（英語：Graham Charles Walker，1948年—）是一位美国生物学家，知名于发现了与DNA修復和诱变有关的蛋白及其在癌症上的应用，以及对根瘤菌感染植物和哺乳动物的理解。